# Sun Group
Sun Group là tập đoàn kinh doanh đa ngành của Việt Nam, mã số thuế của tập đoàn do Sở Kế hoạch và Đầu tư thành phố Đà Nẵng cấp. Sun Group được thành lập vào năm 1998 tại Ukraina và mở rộng hoạt động tại Việt Nam từ năm 2007. Người đứng đầu tập đoàn là Lê Viết Lam.

## Buổi đầu hoạt động
Sun Group được thành lập tại Ukraina năm 1998. Ngay từ khi thành lập, tập đoàn Sun Group đã xây dựng và đưa vào hoạt động trung tâm thương mại lớn nhất của người Việt Nam tại nước ngoài lúc bấy giờ có tên Barabasova, siêu thị và văn phòng cho thuê – Sun City, siêu thị thực phẩm đầu tiên của người Việt – Sun Mart, công viên nước trong nhà – Jungle hay khách sạn 4 sao đầu tiên của người Việt – SunLight. Nổi bật nhất là Làng Thời Đại – nơi sinh sống của 300 gia đình người Việt ở Kharkiv, thành phố lớn thứ hai của Ukraina.

## Hoạt động ở Việt Nam
Năm 2007, Lê Viết Lam quyết định trở về đầu tư tại Việt Nam. Công trình lớn đầu tiên ở trong nước của Sun Group chính là Khu du lịch Bà Nà Hills tại Đà Nẵng.
Những dự án tiêu biểu của Tập đoàn Sun Group tại Việt Nam:

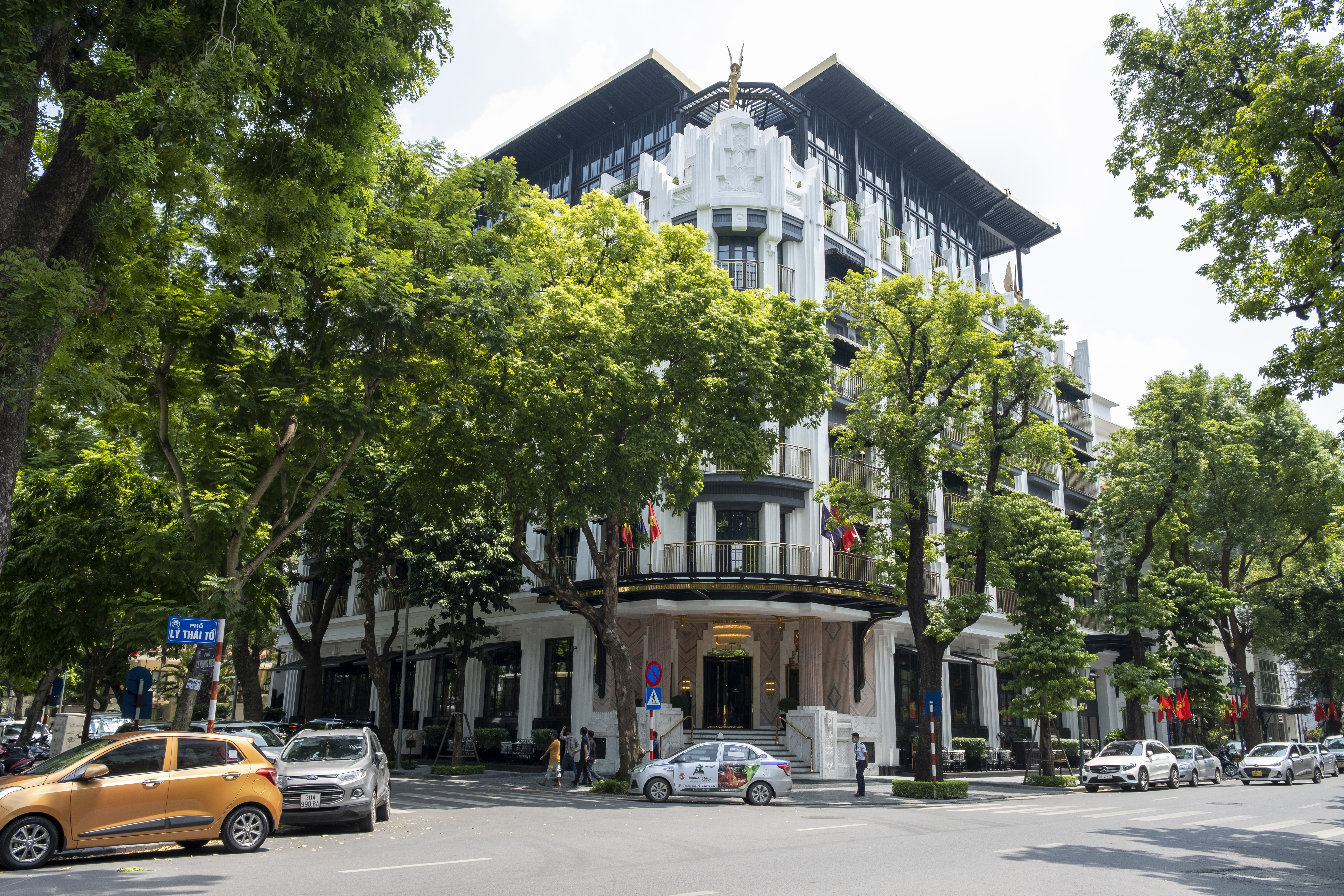
Khách sạn Capella Hanoi của Sun Group

- Năm 2009, đưa vào hoạt động hai tuyến cáp treo Suối Mơ – Bà Nà và Debay – Morin.[2] Tuyến cáp treo Suối Mơ – Bà Nà giúp kết nối từ chân núi Bà Nà lên đến khu du lịch Bà Nà - Suối Mơ mà sau này phát triển thành quần thể vui chơi, nghỉ dưỡng Sun World Ba Na Hills.
- Tháng 6 năm 2012, khai trương khu nghỉ dưỡng 5 sao Intercontinental Danang Sun Peninsula Resort.
- Tháng 7 năm 2014, khai trương Vòng xoay mặt trời tại Đà Nẵng.
- Tháng 6 năm 2015, khai trương Asia Park - Công viên Châu Á tại trung tâm Thành phố Đà Nẵng.[3]
- Tháng 2 năm 2016, khai trương hệ thống cáp treo Fansipan, Sa Pa trong tổ hợp Sun World Fansipan Legend với 2 kỷ lục Guinness là Cáp treo ba dây có độ chênh giữa ga đi và ga đến lớn nhất thế giới 1.410 m.[4]
- Tháng 5 năm 2016, khai trương khách sạn Mercure Danang French Village Bana Hills.
- Tháng 12 năm 2016, khai trương resort 5 sao JW Marriott Phu Quoc Emerald Bay tại Phú Quốc.[5]
- Tháng 4 năm 2017, khai trương công viên nước Typhoon Water Park  thuộc quần thể Sun World Ha Long Complex.[6]
- Đầu năm 2017, ra mắt thương hiệu mới Sun World quy tụ các hệ thống công viên, tổ hợp vui chơi giải trí của Tập đoàn như Sun World Ba Na Hills, Sun World Danang Wonder, Sun World Halong Complex và Sun World Fansipan Legend.[7]
- Tháng 2 năm 2018, khai trương cáp treo vượt biển Hòn Thơm, Phú Quốc.[8]
- Tháng 6 năm 2018, ra mắt Cầu Vàng – một cây cầu bộ hành dài khoảng 150 m, nằm ở độ cao khoảng 1.400 m tại Sun World Ba Na Hills, Đà Nẵng.[9]
- Tháng 12 năm 2018, khai trương khách sạn 5 sao Hotel de la Coupole, MGallery by Sofitel tại Sa Pa, Lào Cai.[10]
- Ngày  30 tháng 12 năm 2018, khai trương 3 công trình hạ tầng giao thông là Cảng hàng không quốc tế Vân Đồn, Cảng tàu khách quốc tế Hạ Long và cao tốc Hạ Long - Vân Đồn.[11]
- Tháng 10 năm 2019, UBND tỉnh Lạng Sơn thông báo Tập đoàn Sun Group sẽ đầu tư dự án quần thể du lịch sinh thái, cáp treo Mẫu Sơn (Lạng Sơn).[12] Mẫu Sơn là 1 trong 6 địa điểm được người Pháp chọn làm khu du lịch cùng với Sapa, Đà Lạt, Bà Nà, Fansipan, Tam Đảo.[13]
- Tháng 1 năm 2020, Sun Group chính thức khánh thành hệ thống cáp treo lên đỉnh núi Bà Đen, tỉnh Tây Ninh.[14] Tuyến cáp treo thuộc quần thể Khu du lịch Sun World Ba Den Mountain.
- Tháng 5 năm 2020, khai trương khu nghỉ dưỡng suối khoáng nóng chuẩn Nhật đầu tiên của Việt Nam - Yoko Onsen Quang Hanh.
- Tháng 6 năm 2020, khai trương hệ thông cáp treo ra đảo Cát Bà, Hải Phòng.
- Tháng 3 năm 2022, Sun World chính thức nhận diện thương hiệu mới, với triết lý "The World of Wow".
- Tháng 4 năm 2022, khai trương khách sạn boutique 5 sao Capella Hanoi.
- Tháng 12 năm 2022, ra mắt Cầu Hôn - một cây cầu bộ hành dài khoảng 810 m với 2 nhịp cầu, nằm ở độ cao khoảng 45-60m (so với mực nước biển) tại Thị trấn hoàng hôn, Phú Quốc.

### Tác động đến môi trường
Dự án quần thể du lịch, cáp treo Fansipan Sa Pa được cho rằng gây ảnh hưởng nghiêm trọng đến môi trường sinh thái và cảnh quan của Vườn Quốc gia Hoàng Liên. Dự án Sun World Ha Long Park liên quan đến hàng trăm hecta mặt biển thuộc vùng đệm của di sản thiên nhiên thế giới đã bị san lấp, bất chấp sự phản đối của dư luận. Các dự án InterContinental Danang Sun Peninsula Resort và Sơn Trà Ocean Park trên bán đảo Sơn Trà được cho sẽ đe dọa môi trường sống của loại voọc chà vá chân nâu đặc hữu của Sơn Trà.
Năm 2019, Tập đoàn Sun Group bị tố cáo thực hiện các dự án lấn sông Hàn (thành phố Đà Nẵng), điển hình với hai dự án Olalani và Euro Village. Khi được phóng viên đặt câu hỏi tại họp báo, ông Lê Trung Chinh, Phó chủ tịch UBND Thành phố Đà Nẵng phụ trách lĩnh vực xây dựng và đô thị, nói "chưa biết có bao nhiêu dự án lấn sông Hàn".

### Cáp treo Sơn Đoòng
Năm 2014, Ủy ban Nhân dân tỉnh Quảng Bình lên kế hoạch xây dựng hệ thống cáp treo dài 10,6 km vào hang Sơn Đoòng, hang động lớn nhất thế giới. Chủ đầu tư dự án là Tập đoàn Sun Group.
Tuy nhiên, dự án vấp phải sự phản đối từ dư luận và các chuyên gia địa chất, địa mạo. Người phát ngôn đại diện Tập đoàn Sun Group nói rằng dự án sẽ giúp "đưa Quảng Bình trở thành trung tâm du lịch" và dự án sẽ "mang lại hàng ngàn việc làm cho người dân địa phương". Tuy nhiên, các chuyên gia đều phản đối mạnh mẽ.

Ông Vũ Lê Phương – Viện Địa chất và Địa vật lý biển, Viện Hàn lâm Khoa học công nghệ Việt Nam – cho biết:
"Theo các thông tin gần đây, Tập đoàn Sun Group dự kiến xây dựng cáp treo, trong đó có chặng cáp thứ 3 đi từ cửa sau vượt lên trên đỉnh khối núi Sơn Đoòng rồi đi đến vườn địa đàng - tôi xin khẳng định đây là một phương án cực kỳ liều lĩnh. Như đã chứng minh ở trên, cấu trúc địa chất của hang Sơn Đoòng hiện tại không hề bền vững, việc thi công khoan móng ở bên cạnh cũng đủ gây ra chấn động dẫn đến sụp đổ trần hang thì không có lý gì lại đi thiết kế cáp treo chạy bên trên đỉnh núi. Nó cũng đồng thời chứng minh Sun Group và những nhà tư vấn Thụy Sĩ của họ không chịu tìm hiểu một chút nào về đặc điểm nền địa chất - kiến tạo của khu vực chứ đừng nói là của hang Sơn Đoòng."
Giáo sư Vũ Quang Côn – Chủ tịch Hội côn trùng học Việt Nam, nguyên Viện trưởng Viện sinh thái và Tài nguyên sinh vật – cho biết: 
"Ở Phong Nha – Kẻ Bàng tập trung, 200 luồng sinh thái cảnh quan quan trọng của toàn cầu, 2.744 loài thực vật, hơn 1.000 loài động vật, mà chỉ cần một tác động nhỏ cũng gây xôn xao đến các loài này, vô cùng nguy hiểm."
Ông Howard Limbert – Thành viên của Hiệp hội Hang động Hoàng gia Anh trong 25 năm, người có công lớn để thế giới biết về Sơn Đoòng – đã nhận định: 
"Cá nhân tôi nghĩ mô hình du lịch đại trà vào Sơn Đoòng là một ý tưởng tồi. Trước hết, tác hại gây ra sẽ không thể phục hồi được cho cả hệ thống hang động và khu rừng, cướp đi tính phiêu lưu và vẻ đẹp của hang động. Đồng thời các điểm hấp dẫn khác ở rừng quốc gia Phong Nha cũng sẽ phải chịu hậu quả. Du lịch đại trà vào Sơn Đoòng có thể đem lại lợi ích ngắn hạn, nhưng về dài hạn điều đó sẽ làm mất đi giá trị khu vực này và số du khách quốc tế sẽ giảm."
Năm 2018, trong báo cáo của Ủy ban Di sản Thế giới thuộc UNESCO, cơ quan này đã yêu cầu chính phủ Việt Nam hủy bỏ vĩnh viễn kế hoạch xây dựng cáp treo vào hang Sơn Đoòng do hang Sơn Đoòng nằm trong vườn quốc gia Phong Nha - Kẻ Bàng, là "tài sản có giá trị độc đáo toàn cầu". Năm 2019, Phó chủ tịch UBND tỉnh Quảng Bình Trần Tiến Dũng đã khẳng định tỉnh không cho phép xây dựng cáp treo.

### Đường bộ lên đỉnh Bà Nà
Con đường bộ dẫn lên đỉnh Bà Nà bị tập đoàn Sun Group chặn lại, và nếu muốn lên đó thì phải đi bằng cáp treo với giá từ 350 ngàn đến 500 nghìn đồng. Trong bài báo của báo Tuổi Trẻ mang tựa đề “Vụ Bà Nà: An toàn cho khách hay lợi ích cho nhà đầu tư”, người đứng đầu tập đoàn Sun Group nói rằng họ không cấm mà chỉ lo ngại về sự an toàn cho khách lên đỉnh Bà Nà. Cũng trong bài báo này, các nhân viên kiểm lâm có trách nhiệm ở khu vực rừng bảo tồn trên núi Bà Nà cũng phải xin phép Sun Group khi vào làm việc trong rừng. Và người có trách nhiệm về tài nguyên môi trường của thành phố Đà Nẵng xác nhận rằng thành phố này đã giao toàn bộ khu du lịch Bà nà cho Sun Group độc quyền khai thác, trong đó có con đường bộ lên đỉnh núi.
Ngày 8 tháng 8 năm 2019, UBND TP Đà Nẵng cho biết đã ban hành văn bản về phương án khôi phục, quản lý, sử dụng tuyến đường bộ lên đỉnh Bà Nà. Con đường do Thành phố Đà Nẵng quản lý,  sau khi khôi phục, tuyến đường chỉ phục vụ cho hoạt động kiểm lâm, phòng cháy chữa cháy và công tác vận chuyển vật liệu xây dựng và nhu yếu phẩm phục vụ khu du lịch Bà Nà, làm đường thoát hiểm khi có sự cố...

### Phóng sự điều tra của báo Phụ Nữ Thành phố Hồ Chí Minh
Năm 2019, báo Phụ Nữ Thành phố Hồ Chí Minh đã thực hiện loạt bài phóng sự điều tra "Điều tra độc quyền: Sun Group, Địa Ngục Tự và ma trận chiếm lĩnh rừng quốc gia Tam Đảo", gồm các bài viết:
- "Sun Group - "Ông trời" không từ trên cao - Bêtông chọc trời mọc lên, hàng trăm hécta rừng Bà Nà gục xuống".[29]
- "Cũng làm du lịch, nhưng Genting khác hẳn Bà Nà".[30]
- "Trường đua xe tốc độ cao trong lõi rừng Tam Đảo II".[31]
- "Dự án Tam Đảo II: Con voi chui qua hàng loạt lỗ kim".[32]
- "Âm mưu chiếm 726ha biển Vân Đồn".[33]
- "Dự án Tam Đảo II như nhát dao chí mạng vào "Mẹ rừng"".[34]

Sau loạt bài của báo Phụ Nữ Thành phố Hồ Chí Minh, tập đoàn Sun Group gửi khiếu nại lên Bộ Thông tin Truyền thông, cho rằng báo Phụ Nữ TPHCM đã đưa "thông tin sai sự thật" về doanh nghiệp, kèm theo 255 trang tài liệu.
Ngày 28 tháng 5 năm 2020, Cục Báo chí thuộc Bộ Thông tin và Truyền thông Việt Nam ra quyết định xử phạt vi phạm hành chính đối với Báo Phụ Nữ Thành phố Hồ Chí Minh. Báo Phụ Nữ TPHCM bị phạt 55 triệu đồng và đình bản phiên bản điện tử trong vòng một tháng. Lý do vì đã vi phạm đưa thông tin sai sự thật gây ảnh hưởng rất nghiêm trọng. Cục Báo chí cũng yêu cầu Báo Phụ Nữ TPHCM đăng cải chính và xin lỗi theo quy định. Tuy nhiên, ngày 29 tháng 5 năm 2020, báo Phụ Nữ TPHCM đã xuất bản bài báo mang tên "Báo Phụ nữ TPHCM đã sai phạm những gì?" trên báo in để phản biện lại quyết định của Cục Báo chí. Sự kiện này cũng thu hút dư luận trên mạng xã hội.